# ドラゴンドリル
ドラゴンドリルは、Gakkenより発売されている学習参考書のシリーズ。累計発行部数92万部を突破している（2024年12月現在）。

## 概要
かっこよさを追求した、小学生向けのドリルのシリーズ。
1回分の勉強を終えるごとに順番にシールを貼っていき、15センチメートル四方のドラゴンが完成する。ドラゴンは全てゲーム業界で活躍しているイラストレーターによる描き下ろし。
2019年3月15日に、小学校1年生と2年生の計算と漢字のドリルが発売される。2019年12月10日にはアルファベットとローマ字のドリルが発売される。
2020年時点で累計20万部突破。同年に小学校3年生の計算と漢字と文章読解のドリルが発売される。
2022年時点で累計40万部突破。2022年7月には各学年版の3冊セットの限定版が発売。
2023年時点で累計50万部突破。2023年2月14日にはドラゴンドリルの算数のアプリがリリースされる。2023年2月23日には小学校4年生の計算と漢字と文章のドリルと、全学年の都道府県のドリルが発売される。

## Nintendo Switch版
2024年11月28日にディースリー・パブリッシャーよりNintendo Switch版『ドラゴンドリル 小1コレクション』と『ドラゴンドリル 小2コレクション』を発売予定。CEROの区分はA（全年齢）。学年ごと「計算」「漢字」「文章読解」のドリル3種を収録し、間違えた問題をリスト化した復習モードを搭載。